# Guadua calderoniana
Espèce
Statut de conservation UICN

 EN  : En danger
Guadua calderoniana est une espèce de plantes à fleurs monocotylédones de la famille des Poaceae (graminées), sous-famille des Bambusoideae, originaire des régions tropicales d'Amérique du Sud. Ce sont des bambous vivaces, rhizomateux (à rhizomes courts, pachymorphes), cespiteux, de grande taille, dont les chaumes arqués ou penchés, à entrenœuds pleins, munis d'épines racinaires au niveau des nœuds, peuvent atteindre 20 mètres de haut et 35 mm de diamètre.

## Étymologie
L'épithète spécifique, calderoniana, est un hommage à Cleofé Elsa Calderón (1929- 2007), botaniste argentine.